# Presión oncótica

Presión osmótica oncótica del líquido intersticial hacia el interior del capilar sanguíneo

La presión oncótica o presión coloidosmótica es una forma de presión osmótica debida a la diferencia de concentración de proteínas plasmáticas que existe entre el plasma sanguíneo (en el interior de los vasos sanguíneos) y el líquido intersticial (en el intersticio celular).
La mayor concentración de proteínas en el plasma sanguíneo implica un déficit de moléculas de agua en este plasma en relación con el líquido intersticial. Por tanto, y a causa del fenómeno de ósmosis, el agua del líquido intersticial intenta entrar en los vasos sanguíneos para compensar este déficit, aumentando la presión en el interior de los mismos.

## Etimología
Oncótico deriva del griego antiguo ογκος, onkos («tamaño de un cuerpo; volumen, masa»), con el sufijo -ico, del griego ικός, -ikos («relativo a, que es propio de»).
Coloidosmótico viene de coloide y osmótico (esta derivada del griego osmosis con el sufijo -tico).

## Principio de funcionamiento
Al ser los capilares sanguíneos poco permeables a las grandes proteínas plasmáticas, como es el caso de la albúmina, éstas suelen permanecer en el plasma sanguíneo, resultando menos abundantes en el líquido intersticial. De este gradiente de concentración entre el interior de los capilares y el espacio intersticial se deriva una tendencia del agua a compensar dicha diferencia entrando en el capilar sanguíneo con una cierta presión, la presión oncótica capilar. Dicha presión se opone al filtrado que finalmente se produce a través del endotelio capilar, gracias a que la presión hidrostática capilar supera a la presión oncótica capilar.
De igual modo, las proteínas que forman parte del líquido intersticial generarán una presión oncótica intersticial, en condiciones normales menor que la presión oncótica capilar. De hecho, el filtrado a través del endotelio capilar se produce a causa del desequilibrio entre las presiones hidrostática capilar y oncótica intersticial, que lo favorecen, y las presiones hidrostática intersticial y oncótica capilar, que se le oponen, y que se relacionan entre sí mediante la ecuación de Starling.
La pared capilar es semipermeable (permeable al agua pero impermeable a las proteínas plasmáticas). Como estas proteínas están cargadas negativamente tienden a retener cationes adicionales en el plasma (efecto Gibbs-Donnan), aumentando el gradiente osmótico entre el plasma y el líquido intersticial. El efecto de estos dos mecanismos resulta en una presión osmótica que tiende a introducir agua en el interior del capilar (presión oncótica). La presión oncótica del plasma es de alrededor de 28 mmHg y la del líquido intersticial de unos 3 mmHg. La presión oncótica neta es de 25 mmHg. Este valor es prácticamente constante en todos los lechos capilares.